# مدیریت کتابخانه
مدیریت راهبردی در کتابخانه استفاده از مدیریت راهبردی برای اداره کتابخانه است.
در دنیای امروز سازمان‌ها با رقابت جدید، تغییر فناوری، تلفیق و فراهم آوری مشترک مواد، تغییر انتظارات مشتری و ناپایداری اقتصادی مواجه‌اند. تغییرات فنی بر تمام جنبه‌های کار، از سیستم‌های مالی تا منابع انسانی و سیستم‌های دانش پایه تأثیرگذارند. امروزه با روش‌های مؤثر مدیریت، توانایی و گستره روش‌های مدیریتی، تجزیه و انحلال مشاغل، رویکرد عمل گرایی در سازمان، گرایش به ارتباطات شفاهی و غیررسمی در سازمان‌ها پیامدهای طبیعی آتی مشاغل، گرایش سازمان‌ها به کنترل غیرمحسوس و بسیاری عوامل دیگر باعث اجتناب ناپذیری استفاده از مدیریت راهبردی شده‌است در محیط خارج هم سازمان‌ها با چالش استفاده‌کنندگان مواجه‌اند که می‌خواهند هر چیزی را سفارشی کنند و همه چیز را درحداقل زمان می‌خواهند و همچنین برآورده کردن درخواست‌هایی که دائم در حال تغییر هستند هم موجب وخیم‌تر شدن چالش‌های برنامه‌ریزی و سازماندهی کار برای حداکثر کارایی و سودمندی شده‌است. کتابخانه‌ها هم از چنین فشارهایی درامان نیستند و لازم است مدیران کتابخانه چگونگی تأثیرگذاری این نیروها را بر سازمان‌های خویش دریابند.

## کتابخانه و مدیریت راهبردی
مدیریت کتابخانه به همان مهارت‌های بنیادینی نیاز دارد که مدیریت هر نوع سازمان دیگری. اما در این حال ابعاد ویژه کتابخانه همچون غیرانتفاعی بودن، نوع خدمات و گرایش آموزشی و پرورشی کتابخانه، وابستگی به سازمان بزرگتر یا مادر و ارتباط آن با سایر سازمان‌ها و ساختارهای اجتماعی دیگر اموری است که نوع توجه به مدیریت این نوع از سازمان و برنامه راهبردی متناسب با کارکردهای آن را متمایز می‌کند
افزایش نا اطمینانی و در هم تنیدگی امور در دنیای امروزی باعث شده سازمان‌های غیرانتفاعی و عمومی نظیر کتابخانه‌ها به فکر تدابیری راهبردی برای اداره امور و ماندن در شرایط رقابتی کنونی شوند. برای هماهنگی با این شرایط برایسون پاسخی چهار لایه را تبیین می‌کند
1. به طرزی بی‌سابقه سازمان باید راهبردی بیندیشد، عمل کند، و بیاموزد.
2. برای سازگاری با شرایط متغیر باید سازمان بینش‌های موجود را به راهبردهایی مؤثر ترجمه کند.
3. ایجاد پایه‌های فکری لازم برای اتخاذ و اجرای اقدامات اساسی راهبردی
4. تشکیل ائتلاف‌هایی که اندازه و توانایی لازم برای اتخاذ راهبردهای دلخواه را داشته و بتواند ضمانت اجرایی لازم را تأمین نماید.

راهبرد، برنامه‌ریزی راهبردی و مدیریت راهبردی در سازمان‌های مختلف و از جمله کتابخانه‌ها بکار گرفته شده‌است. راهبرد را می‌توان طرحی از مقاصد، سیاست‌ها، برنامه‌ها، اقدامات و تصمیماتی دانست که بیان می‌کند یک سازمان چیست، چه وظایفی دارد، در چه شرایطی قرار گرفته‌است، چه کار می‌کند و به چه سمتی حرکت می‌کند.
برنامه‌ریزی راهبردی نشان می‌دهد که سازمان چگونه باید رشد کند، چگونه مشتریان را راضی کنند، بر فشار رقبا غلبه پیدا کنند، به شرایط متغیر بازار جواب دهند، سازمان را اداره و توانمندی‌های سازمانی مورد نیاز را به گونه‌ای به وجود آورند که با مقاصد و موقعیت سازمان هم‌خوانی داشته باشد.
برنامه‌ریزی برای مدیران کتابخانه‌ها و خدمات اطلاعاتی به یک مشغله ذهنی مهم تبدیل شده‌است. شرایط اقتصادی فعلی، بیشتر کتابخانه‌های بخش عمومی را تحت فشار قرار داده‌است و خیلی از واحدهای اطلاعاتی در تجارت و صنعت برای توجیه وجود خود تلاش می‌کنند. تعداد کمی از کتابدارها در حوزه‌های برنامه‌ریزی آموزش رسمی دیده‌اند یا پیش از اینکه به چنین کارهایی اقدام کنند فرصتی برای توسعه مهارت‌ها در مدیریت استراتژیک نداشته‌اند.

## کلیات برنامه راهبردی برای یک کتابخانه
یک برنامه راهبردی مناسب برای کتابخانه شامل موارد زیر است:
- یک عبارت مأموریت موجز و قابل فهم
- تمرکز روشن بر اینکه به مشتریان خاص چگونه خدمت شود
- چشم‌اندازی از آینده
- عبارت روشنی از طرح‌های راهبردی که کتابخانه اجرا خواهد کرد
- مقاصد خواصی که طرح‌هایی راهبردی را پشتیبانی خواهند کرد
- ارزش‌ها و فرهنگ سازمانی که پیاده کردن راهبرد برگزیده را پشتیبانی خواهند کرد
- انتخاب معیارهای خاصی برای سنجش عملکرد که تصمیم گیرندگان را از میزان پیشرفت حاصله برای دستیابی به چشم‌انداز مطلع خواهند کرد.

مفاهیم اصلی برنامه‌ریزی برای یک کتابخانه در زیر نشان داده شده‌است.
| مأموریت: علت وجودی ما چیست                                                    |
| ارزش‌ها: باورهای اساسی شکل دهنده کتابخانه                                      |
| چشم‌انداز: تصویر کلامی آینده کتابخانه                                          |
| توجه راهبردی: وجه تمایز کتابخانه از سایر رقبا                                 |
| عوامل حیاتی موفقیت: شناسایی آنچه که برای کارکرد کتابخانه مهم است و ضرورت دارد |

## لزوم داشتن برنامه‌ریزی راهبردی در کتابخانه‌ها
گذشته از منافعی که برنامه‌ریزی راهبردی برای کتابخانه به همراه خواهد داشت، شرایطی در محیط بیرونی و درونی کتابخانه‌ها در جریان است که لزوم داشتن چنین برنامه‌ای را تقویت می‌کند. برخی از مهم‌ترین دلایل داشتن برنامه راهبردی در ذیل آمده‌است:

## رقابت
کتابخانه‌ها از منابع متعددی بامسئله رقابت مواجه هستند که آشکارترین آن اینترنت و شبکه جهانی وب است. امروز دانشجویان، استفاده‌کنندگان و کارکنان شرکت‌ها تمایل دارند که خود در اینترنت به جستجوی اطلاعات بپردازند تا از یک کتابدار بخواهند. رقابت، کتابداران را به سمت بازاریابی سوق می‌دهد، کسانی که می‌بایست بیاموزند که چگونه تبلیغ کنند و برای خدماتشان بازاریابی کنند. کتابخانه‌ها دیگر نمی‌توانند عقب بنشینند و به سادگی تصور کنند که همه می‌دانند چه کتابخانه‌ای می‌تواند به جامعه کمک کند. به جای آن، لازم است که کتابداران طرح‌هایی بریزند که بیان کنند چرا هنوز وجود کتابخانه‌ها لازم و ضروری است نقش حیاتی آن‌ها در دنیای مملو از اطلاعات امروز چیست.

## تغییر فناوری
یکی از راه‌های حفظ حیات در کتابخانه‌های امروز تغییر فناوری است. تغییر مفهومی اساسی در سازمان‌ها است و حتی به صورت‌هایی غیرقابل پیش‌بینی هم در ستون فقرات سازمان تأثیرگذار است و حتی گاه طبیعتی مخرب و مخاطره‌آمیز هم دارد. با این حال کتابداران می‌بایست ریسک‌پذیری بالایی داشته و برای بالا بردن توان تقابل با تغییرات شگرف اجتماعی و فناورانه سعی کنند فناوری‌های جدید را بکار گیرند. اگر چنانچه کتابخانه‌ای بخواهد برای مراجعه‌کننده‌اش زنده باشد، می‌بایست در جستجوی راه‌هایی باشد که بتواند روز آمدسازی کند. تغییرات در فناوری نیز بر ساختارهای سازمانی داخلی اثرگذار است. تکنولوژی بر نحوه تصمیم‌گیری نیز مؤثر است.

## ادغام
ممکن است برخی کتابخانه‌ها ادغام را به عنوان امری اساسی در محیط کتابخانه تلقی نکنند، اما در بسیاری از دانشگاه‌ها و سازمان‌های بزرگ کتابخانه‌های اقماری و دانشکده‌ای در حال ادغام شدن هستند. در برخی دانشگاه‌ها، کتابخانه‌های دانشگاهی شعبه‌های اقماری خود را تعطیل کرده و به عوض مجموعه‌های فیزیکی، در حال احداث کتابخانه‌های مجازی برای خدمت به جوامع پراکنده هستند. در شرایط اقتصادی کنونی ممکن است ادغام باعث صرفه جویی در منابع و همچنین تمرکز در مدیریت و افزایش راندمان و نظارت بر سازمان کتابخانه شود.

## تغییرات مداوم در انتظارات مشتریان
کتابخانه‌ها خوب می‌دانند که انتظارات مشتریان آن‌ها تغییر کرده‌است. این مشتریان خواستار دسترسی به محیط گسترده‌ای از منابع اطلاعاتی و نیز خدماتی در زمان مناسب حالشان هستند. کتابخانه‌هایی که مشتری مدار نیستند مورد حمایت واقع نمی‌شوند و در آینده خواهند فهمید که در تأمین منابع مالی دچار مشکل می‌شوند

## بی‌ثباتی اقتصادی
تمام کتابخانه‌ها با مشکلات بودجه و کاهش نیروی انسانی کاملاً آگاه هستند. در شرایط اقتصادی نامساعد، ممکن است کتابخانه‌ها دورتر از هسته مأموریتی سازمان به نظر آیند یا در فعالیت‌های یک دانشکده بیشتر در حاشیه قرار گیرند و برای یک شهر، کشور یا استاندار که می‌بایست برای تعیین اولویت‌ها و برنامه‌های اجتماعی هزینه کند، کم‌اهمیت‌تر شوند.

## تغییر نسل در نیروی کار
شاید جالب توجه‌ترین رویه تغییرات دموگرافیک در محیط‌های سازمانی است که در آن جمعیت روز به روز متنوع‌تر می‌شود. لازم است کتابخانه‌ها بیاموزند که باید به تعامل با کارمندانی از گونه‌های مختلف قومی و نژادی بپردازند. معمولاً چهار نسل از کارمندان در بسیاری از مؤسسات مشغول کارند. مدیران کتابخانه‌ها دیگر نباید تصور کنند که تمام کارکنان در محیط کاری به شیوه‌ای همسان رفتار کرده و از خود عکس‌العمل نشان دهند.

## اقتصاد جهانی
علیرغم اینکه نگرش بسیاری از کتابخانه‌ها از خود به منزله یک مؤسسة محلی می‌باشند، ولی با این وجود کتابخانه‌ها هم به اقتصاد جهانی متصل هستند و هم از آن تأثیر می‌پذیرند و در نتیجه زیر نظر داشتن تغییرات در اقتصاد جهانی و توجه به فاکتورهای تعیین‌کننده در آن بخصوص در ارتباط با خدمات و مواد کتابخانه‌ای بسیار مهم است. توجه به این امر به توسعة خدمات کتابخانه‌ها جهت پاسخ نیازهای کاربران در دنیای۷/۲۴ کمک می‌کند

## مهمترین مکاتب فکری در فرایند مدیریت راهبردی در کتابخانه
مکاتب فکری متعدد باعث اتخاذ برنامه راهبردی مشخصی خواهد شد. مهم‌ترین مکاتب فکری در فرایند مدیریت راهبردی عبارتند از:
- مکتب طراحی: شکل‌گیری راهبرد به عنوان فرایندی مفهومی
- مکتب برنامه‌ریزی: شکل‌گیری راهبرد به مثابه یک فرایند رسمی
- مکتب حالت‌گیری: شکل‌گیری راهبرد به عنوان یک فرایند تحلیلی
- مکتب کارآفرینی: شکل‌گیری راهبرد به عنوان یک فرایند تصوری
- مکتب شناختی: شکل‌گیری راهبرد به عنوان یک فرایند ذهنی
- مکتب یادگیری: شکل‌گیری راهبرد به عنوان یک فرایند نوظهور
- مکتب قدرت: شکل‌گیری راهبرد به عنوان یک فرایند چانه زنی
- مکتب فرهنگی: شکل‌گیری راهبرد به عنوان یک فرایند جمعی
- مکتب محیطی: شکل‌گیری راهبرد به عنوان یک فرایند انعکاسی
- مکتب پیکربندی: شکل‌گیری راهبرد به عنوان یک فرایند تبدیل

## انواع راهبردها در مدیریت راهبردی کتابخانه
سه نوع راهبرد اصلی عبارتند از:
برتری عملیاتی،
برتری عملیاتی بر فراهم کردن خدمات و محصولات کیفی برای مشتریان به گونه‌ای که ارائه آن‌ها با کمترین زحمت و حداقل مشکل همراه باشد تأکید دارد.
خدمات ابتکاری
خدمات ابتکاری بر اساس نوآوری در سازمان شکل می‌گیرد.
توجه به مشتریان
توجه به مشتری به منای هدف‌گیری بازار و ارائه خدمات همراستا با نیازهای جاری مشتریان است.